# Shaun Pollock
Pour les articles homonymes, voir Pollock.
Shaun Maclean Pollock (né le 16 juillet 1973 à Port Elizabeth) est un joueur de cricket et ancien international sud-africain. Généralement considéré comme l'un des meilleurs all-rounders de l'histoire, il a disputé entre 1995 et 2008 108 tests, 303 ODI et 12 matchs de Twenty20 International avec l'équipe d'Afrique du Sud. Issu d'une famille d'internationaux, il est en particulier le neveu de Graeme Pollock et fut un temps capitaine de sa sélection.

## Équipes
- Natal (1992-93 - 1997-98)
- Warwickshire (1996 - 2002)
- KwaZulu-Natal (1998-99 - 2003-04)
- Nashua Dolphins (2004-05 - 2007-08)
- Mumbai Indians : 2008

## Sélections
- 108 sélections en Test cricket (1995 - 2008)
  - 26 fois capitaine (2000 - 2003), 14 victoires, 7 draws, 5 défaites[2]
- 303 sélections en One-day International (1996 - 2008)
  - 97 fois capitaine (2000 - 2005), 60 victoires, 3 ties, 33 défaites[3]
- 12 sélections en Twenty20 International (2005 - 2008)
  - 1 fois capitaine (2007), 1 défaite[4]

## Récompenses individuelles
- Un des cinq Wisden Cricketer of the Year de l'année 2003.